# Municipio de Leesburg
El municipio de Leesburg (en inglés: Leesburg Township) es un municipio ubicado en el condado de Union en el estado estadounidense de Ohio. En el año 2010 tenía una población de 1414 habitantes y una densidad poblacional de 17,97 personas por km².

## Geografía
El municipio de Leesburg se encuentra ubicado en las coordenadas 40°20′30″N 83°18′11″O / 40.34167, -83.30306. Según la Oficina del Censo de los Estados Unidos, el municipio tiene una superficie total de 78.69 km², de la cual 77,85 km² corresponden a tierra firme y (1,07 %) 0,84 km² es agua.

## Demografía
Según el censo de 2010, había 1414 personas residiendo en el municipio de Leesburg. La densidad de población era de 17,97 hab./km². De los 1414 habitantes, el municipio de Leesburg estaba compuesto por el 97,24 % blancos, el 0,21 % eran afroamericanos, el 0,14 % eran amerindios, el 0,85 % eran asiáticos, el 0,07 % eran isleños del Pacífico y el 1,49 % eran de una mezcla de razas. Del total de la población el 0,71 % eran hispanos o latinos de cualquier raza.